# Republica din Călata
În primăvara anului 1919 Károly Kós și alți intelectuali maghiari din Țara Călatei au proclamat în Huedin Republica din Călata, o republică inspirată din teoriile multiculturale născute în societatea etnografică maghiară de la 1889 și reunite sub numele de transilvanism.